# Caffè all'uovo

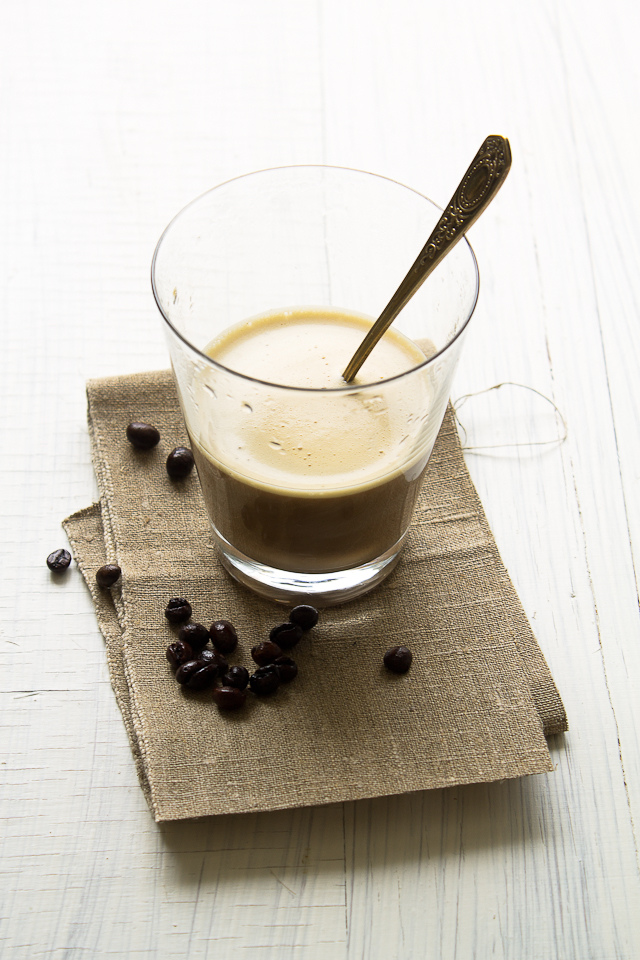
Caffè all'uovo

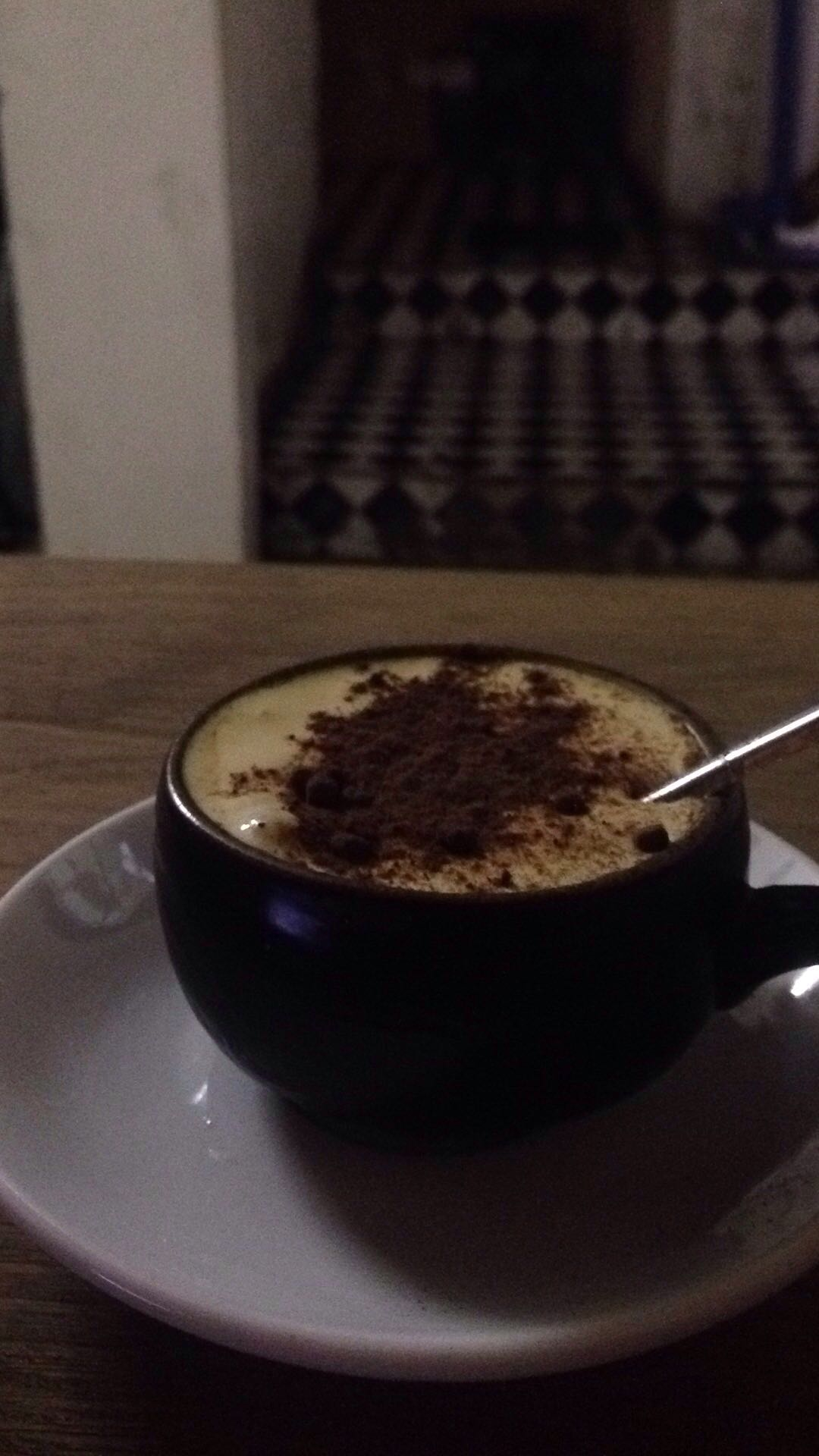
Caffè all'uovo servito ad Hanoi

Il caffè all'uovo ((VI)   cà phê trứng, (EN)  egg coffee) è una specialità della cucina vietnamita preparata tradizionalmente con tuorlo d'uovo di gallina, zucchero, latte condensato e caffè robusta. Il caffè viene preparato sbattendo il tuorlo con zucchero e caffè e successivamente riscaldando la miscela. Il caffè viene poi estratto e messo nella tazza fino a metà altezza, mentre l'altra metà viene riempita con la restante parte di crema.

## Diffusione
La bevanda, servita nei bar di Hanoi e Ho Chi Minh, è nata negli anni 1950 ad Hanoi. Un barista afferma che da allora apparve sui "menu di tutti i bar" di Hanoi. La caffetteria Giang (in vietnamita: cà phê Giảng) in particolare sarebbe stata una delle prime (se non la prima) ad aver servito il caffè all'uovo. Il figlio del fondatore della caffetteria afferma che suo padre avrebbe sviluppato la ricetta per far fronte alla scarsità e all'alto costo del latte condensato, sostituendolo con il tuorlo d'uovo. Il latte condensato resta ancora oggi l'ingrediente fondamentale del caffè vietnamita.

## Preparazione
Gli ingredienti sono uova fresche di gallina, zucchero, latte e caffè. I tuorli delle uova sono mescolati e sbattuti con latte condensato e zucchero, e bolliti. Successivamente viene aggiunto il caffè il quale, passando attraverso lo strato superiore di crema e depositandosi sul fondo, acquisisce un gusto particolare.

## Galleria d'immagini

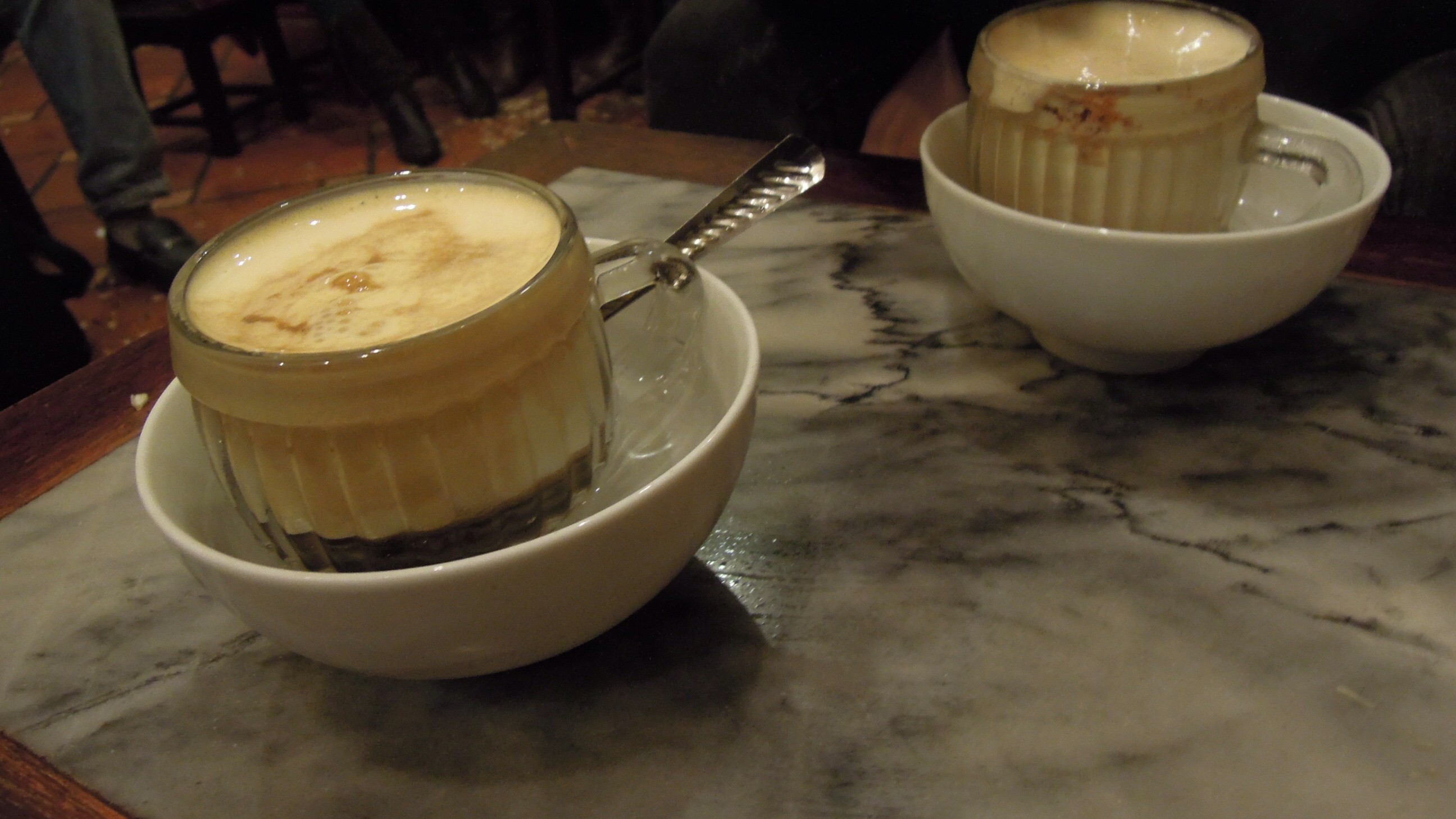
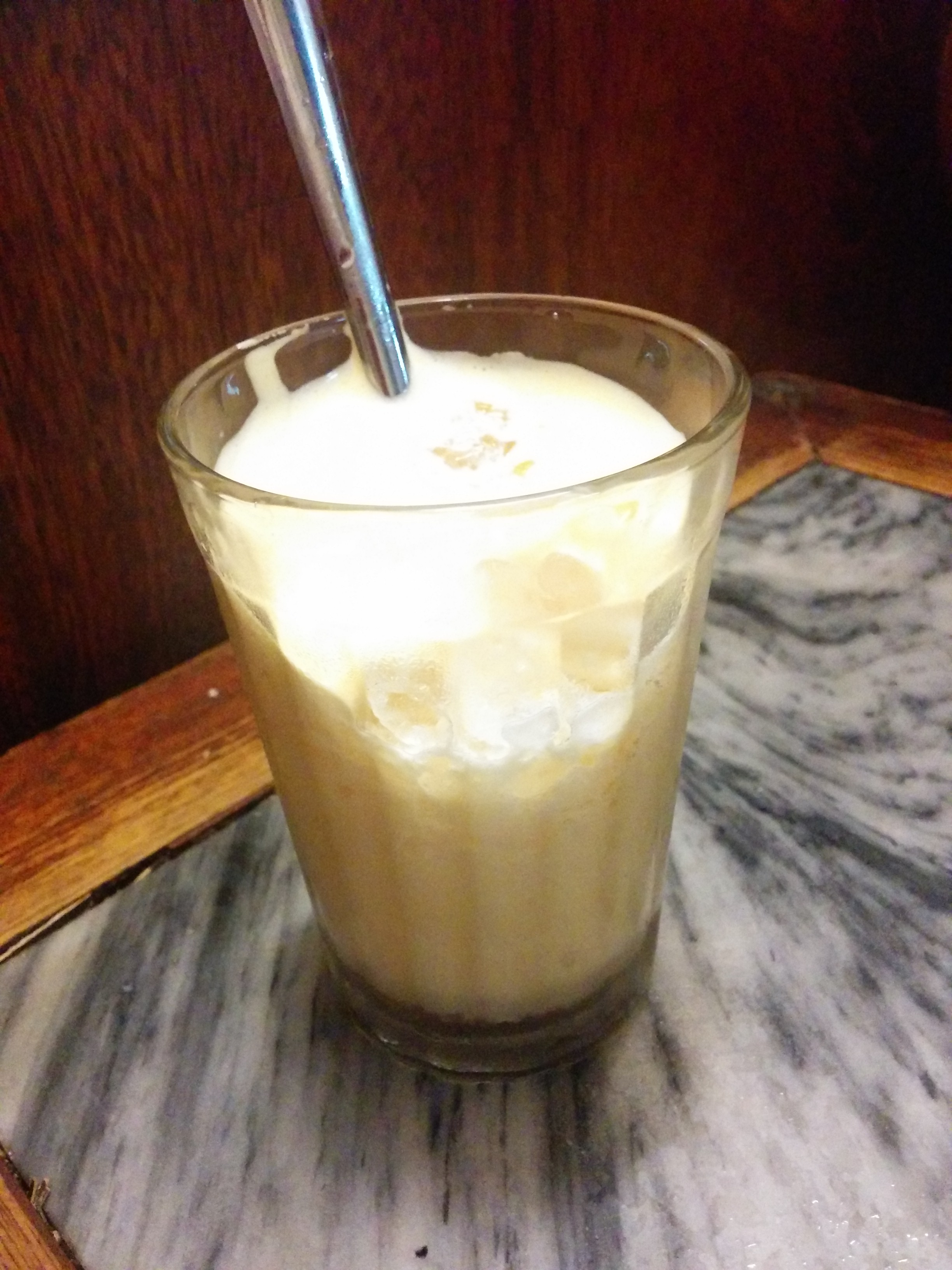